# Neargyractis slossonalis
Neargyractis slossonalis là một loài bướm đêm trong họ Crambidae.